# هوندا زدآر-وی
هوندا زدآر-وی (در آمریکای شمالی و چین تحت عنوان هوندا اچ‌آر-وی نیز شناخته می‌شود) یک کراس‌اوور کامپکت (سگمنت سی) تولیدشده توسط هوندا است. این خودرو که میان هوندا اچ‌آر-وی و سی‌آر-وی قرار می‌گیرد، پلتفرم مشترکی با نسل یازدهم سیویک دارد.
توسعه زدآر-وی توسط مدیر توسعه، شوئیچی اونو رهبری شد. نخستین بار در ۴ آوریل ۲۰۲۲ در ایالات متحده به‌عنوان نسل سوم اچ‌آر-وی متمایز از مدل جهانی، برای "برآوردن نیازهای متمایز مشتریان ایالات متحده" رونمایی شد. فروش در آن بازار در ۷ ژوئن ۲۰۲۲ برای سال مدل ۲۰۲۳ آغاز شد. محصولات بعدی مانند چین و اروپا از نام "زدآر-وی" استفاده کردند زیرا در کنار اچ‌آر-وی جهانی در این بازارها فروخته می‌شود. مدل‌های چینی به ترتیب توسط جک-هوندا به‌عنوان زدآر-وی و دانگفنگ-هوندا به‌عنوان اچ‌آر-وی تولید می‌شوند. مدل‌های اروپایی به‌صورت استاندارد از پیشرانه کاملاً هیبریدی استفاده خواهند کرد. مدل‌های فروخته‌شده در اروپا، در چین در کارخانه هوآنگ پو شرکت جک-هوندا تولید می‌شوند.
به‌گفته هوندا، نام "زدآر-وی" مخفف "Z Runabout Vehicle" است که اشاره‌ای به نسل زد می‌باشد و ارتباطی با خودروهای کوچک هوندا زد ندارد.

## نگارخانه

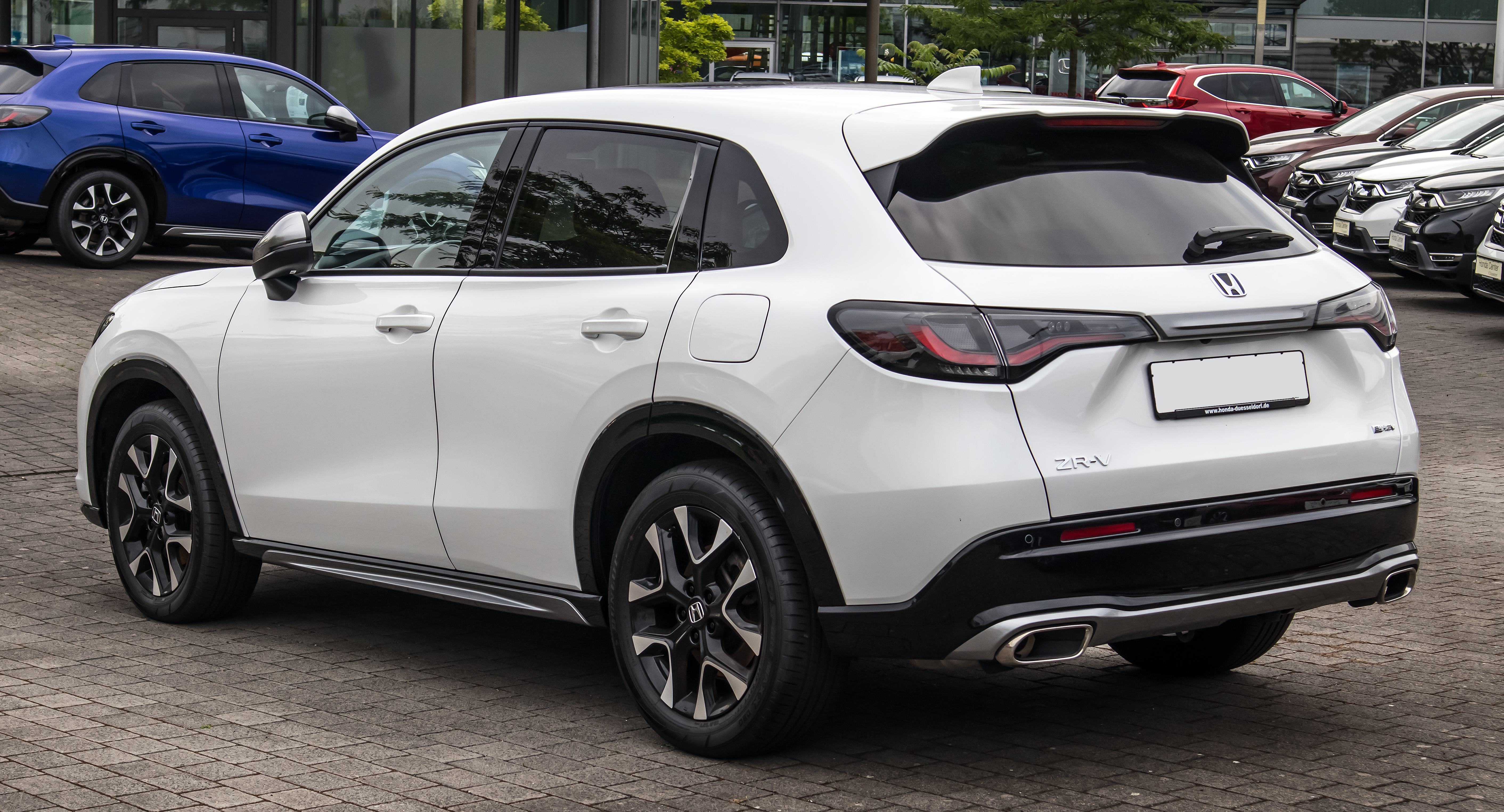
نمای پشت زدآر-وی
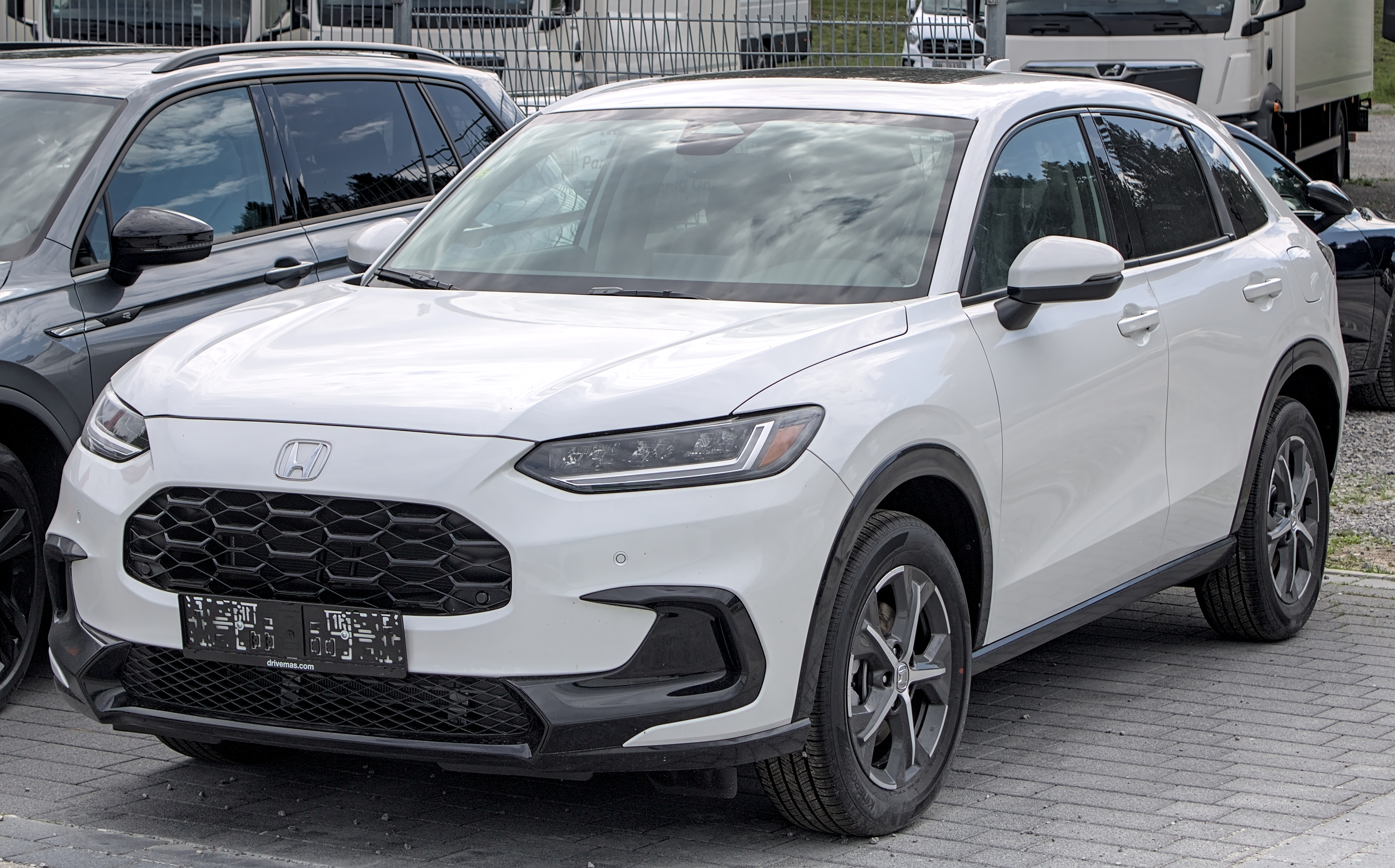
هوندا اچ‌آر-وی ۲۰۲۳
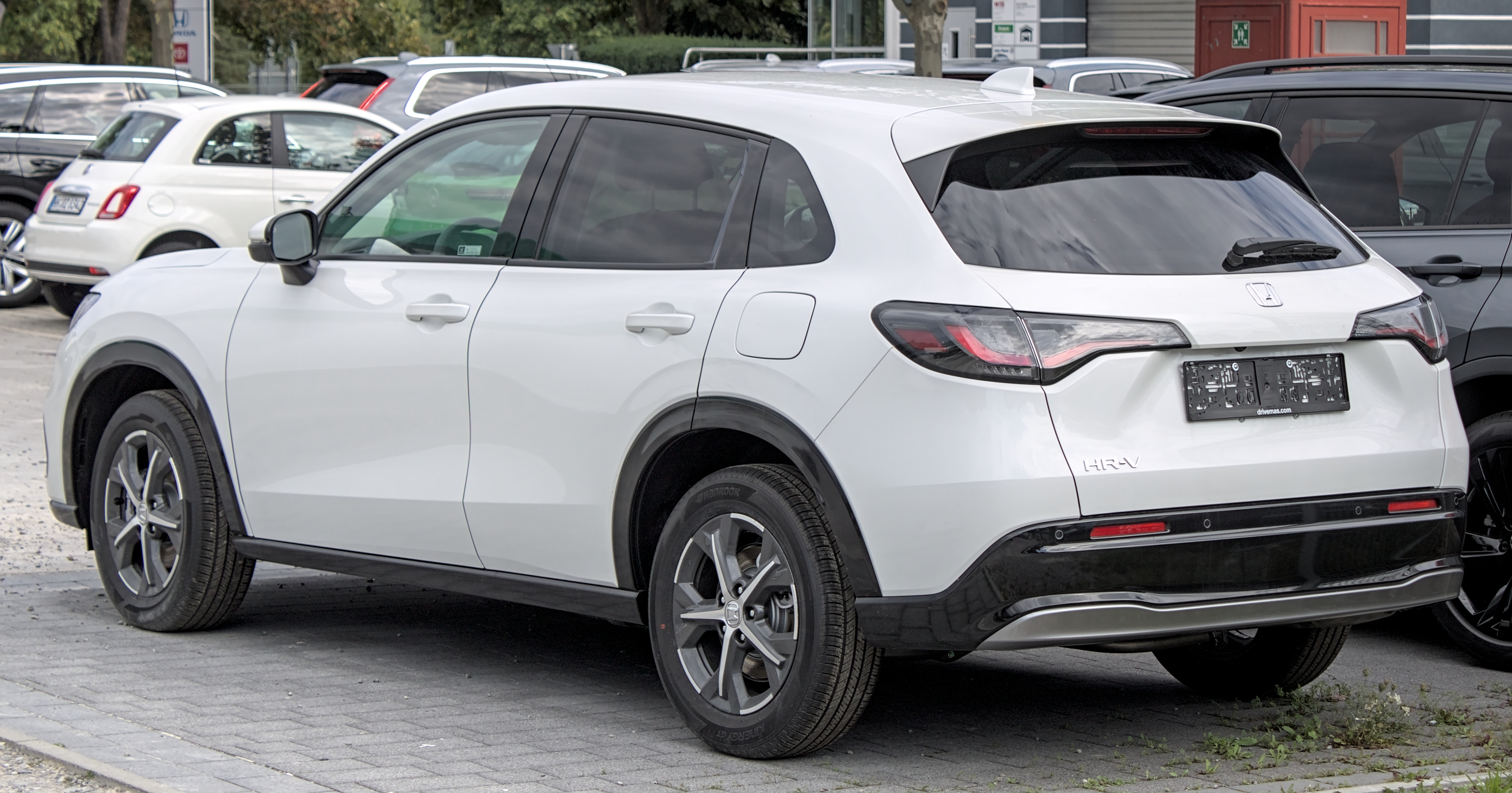
نمای پشت اچ‌آر-وی
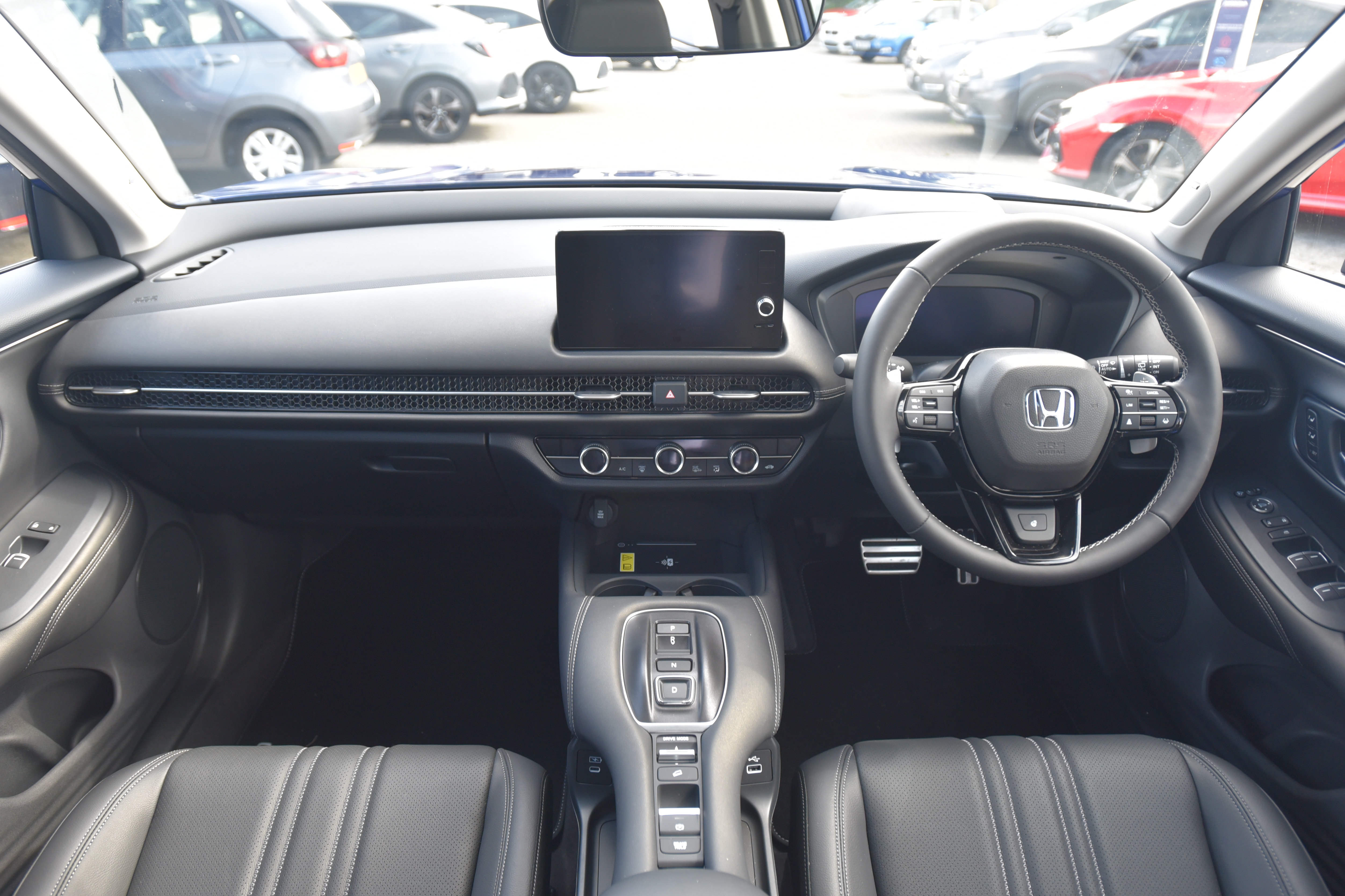
نمای داخل زدآر-وی